# Парламентські вибори в Сан-Марино 1969
Парламентські вибори в Сан-Марино проходили 7 вересня 1969 року.
В ході кампанії Християнсько-демократична партія організувала приїзд 400 своїх прихильників зі США для участі у виборах. В результаті голосування християнські демократи залишилися найбільшою партією парламенту з 27 із 60 місць. Коаліція з Незалежною партією забезпечила їй парламентську більшість (38 місць). Явка склала 80%.

## Результати
| Партія                                                  | Голоси | %    | Місць | +/–  |
| ------------------------------------------------------- | ------ | ---- | ----- | ---- |
| Християнсько-демократична партія                        | 5 708  | 44,0 | 27    | -2   |
| Комуністична партія                                     | 2 952  | 22,8 | 14    | 0    |
| Незалежна демократична соціалістична партія             | 2 328  | 18,0 | 11    | +1   |
| Соціалістична партія                                    | 1 544  | 11,9 | 7     | +1   |
| Рух за конституційні свободи                            | 273    | 2,1  | 1     | 0    |
| Комуністична партія (марксистсько-ленінська) Сан-Марино | 161    | 1,2  | 0     | нова |
| Недійсних/порожніх бюлетенів                            | 321    | –    | –     | –    |
| Всього                                                  | 13 287 | 100  | 60    | 0    |
| Зареєстрованих виборців/ Явка                           | 16 720 | 79,5 | –     | –    |
| Джерело: Nohlen & Stöver                                |        |      |       |      |